# 경주실내체육관

경주실내체육관 전경

경주실내체육관은 대한민국 경상북도 경주시 용담로 79-48(황성동)에 위치하여, 다양한 실내 스포츠를 즐길 수 있는 실내체육관이다.

## 용도
- 구분 : 체육시설
- 연면적 : 15,461.63m2(4,677.14평)
- 건물구조 : 철골조
- 시공자 : 공영토건주식회사
- 공사기간 : 1996년 ~ 1998년

## 사진

## 같이 보기
- 경주시민운동장